# ماهونية بهشية الورق
الماهونية بهشية الورق هي نوع من النباتات المزهرة من جنس الماهونية في الفصيلة البرباريسية موطنها غرب أمريكة الشمالية. وهي شجيرة أبيدة تنمو بطول 1–3 متر (3–10 قدم) و 1.5 م (5 قدم) بأوراق ريشية تتكون من شوكات وعناقيد كثيفة من الزهور الصفراء في أوائل الربيع تليها التوت الأسود المزرق الداكن.